# Jan Roman Irving
Jan Roman Irving rozený Ircing (7. března 1915 Lisov – 24. dubna 1997 Praha) byl československý letec, pilot 311 bombardovací perutě RAF. V této peruti nalétal 1024 hodin, celkově nalétal 1125 hodin ve 115 operačních letech.

## Život
Vychodil obecnou školu, poté měšťanskou školu a vyučil se strojním zámečníkem ve Škodě Plzeň. Od roku 1931 studoval na střední průmyslové škole v Plzni. Byl jedním z těch, kteří vyslyšeli výzvu „1000 pilotů republice“. Létat začal v roce 1929 nebo 1931, kdy se přihlásil do Západočeského aeroklubu. V letech 1934–1935 absolvoval školu pro odborný dorost letectva při Vojenském leteckém učilišti (VLU) v Prostějově, kde získal kvalifikaci pilota dvoumístných letounů. Po výcviku byl zařazen k 1. pozorovací letce Leteckého pluku 1 T. G. Masaryka na letiště Praha-Kbely. Do vypuknutí války dosáhl v československé armádě hodnosti rotného délesloužícího.

### Polsko
V květnu 1939 opustil nacisty okupované Československo a přihlásil se na konzulátu v polském Krakově. Zapsal se do Cizinecké legie a byl transportován do Francie. Po vstupu Francie do války přešel do Francouzského letectva, kde až do kapitulace Francie podnikl 5 nebo 11 operačních letů.

### Velká Británie
V červnu 1940 měl být letecky evakuován do Anglie, pro špatné povětrnostní podmínky a nedostatek benzínu musel jeho stroj přistát v Jugoslávii. Kvůli tomuto incidentu byl dlouhou dobu považován za nezvěstného a byla mu udělena Československá medaile Za chrabrost in memoriam. V Bělehradu se v září 1940 přihlásil do československé zahraniční armády. Tzv. jižní cestou doputoval až do Haify, kde narukoval do československého pěšího praporu 11 – Východního. V únoru 1941 byl převelen zpět k letectvu a byl transportován do Anglie,15. května 1941 dorazil do Liverpoolu.
Zde se přihlásil do Britského královského letectva, absolvoval výcvik a v listopadu byl již jako rotmistr převelen k 311. československé bombardovací peruti RAF. Bojoval v bitvě o Británii a zúčastnil se nočních bombardovacích letů nad Německem. Od léta 1943 se aktivně podílel v bitvě o Atlantik. V červnu 1944 měl nalétáno 930 hodin, což bylo nejvíce ze všech pilotů perutě. Prvenství získal i co se týče počtu napadení zjištěných nepřátelských ponorek, zaútočil na ně celkem osmkrát. Dne 28. října 1943 byl povýšen do hodnosti podporučíka a poté na poručíka. V srpnu roku 1944 byl převelen na Bahamské ostrovy, kde sloužil jako instruktor československých vojáků v boji na moři a rovněž sám provedl několik operačních letů proti německým ponorkám. Do Evropy se navrátil na palubě lodi Queen Elizabeth, 25. srpna 1945 se vrátil do Československa.

### Život po válce
V roce 1946 byl demobilizován a začal létat pro Československé státní aerolinie.Zároveň vedl výuku teorie a praktický výcvik pilotů. Z ČSA byl z politických důvodů v roce 1951 propuštěn. V roce 1952, se poprvé oženil a narodily se mu dvě děti, jako první dcera Adriana (* 1953). V roce 1956 byl zatčen a uvězněn Státní bezpečností, odkud byl později pro nedostatek důkazů propuštěn. Po návratu z vězení se narodil syn Jan (* 1958). První vlna amnestií v roce 1960 se mu vyhnula. V roce 1964 byl částečně rehabilitován, v roce 1968 mu byl udělen čestný titul Zasloužilý vojenský letec a mohl se vrátit k Československým aeroliniím, kde létal až do odchodu do důchodu v roce 1977. Z druhého manželství vzešla dcera Iveta (* 1970), která se snaží zachovávat odkaz otce i jeho spolubojovníků. V domu čp. 60 v Úhercích zřídila svému otci muzeum.

### Život po roce 1989
Plně rehabilitován byl po roce 1989. Do roku 1996 působil v předsednictvu znovuobnoveného Svazu letců České republiky.

## Ocenění
Jan Irving byl nositelem řady československých, českých i zahraničních vysokých vyznamenání (mj. polský vojenský kříž Polské ozbrojené síly na západě 1939–1945 nebo francouzský kříž Croix Pro Audacia).
Pamětní desky byly Janu Irvingovi umístěny na rodném domku v Lisově čp. 15 (6. 5. 2000) a v jeho druhém domově v Úhercích čp. 60 (19. 5. 2001).
V březnu 1990 byl povýšen do hodnosti plukovníka.
Roku 1994 mu byla udělena francouzská pamětní medaile za kampaň v Normandii.
V květnu 1995 byl povýšen do hodnosti generálmajora.
V srpnu 1995 mu obec Úherce udělila čestné občanství.
V roce 2006 se stal čestným občanem Prahy 18.

### Vyznamenání
- Medaile Za hrdinství in memoriam, 1997[15]
- Národní řád za zásluhy, V. třída – rytíř, 8. února[4] 1995[1] (Francie)[3]
- Československý válečný kříž 1939 (pětinásobný nositel[5][7])
- Československá medaile Za chrabrost před nepřítelem (trojnásobný nositel[1][5][7])
- Československá vojenská medaile za zásluhy, I. stupeň[5]
- Medaile za zásluhy o ČSLA, I. stupeň[4], II. stupeň
- Pamětní medaile československé armády v zahraničí, se štítky F a VB[7]
- Pamětní medaile k 20. výročí osvobození ČSSR[7]
- Válečný kříž 1939–1945, 1940 (Francie)[1][3]
- Hvězda 1939–1945 (Velká Británie)
- Hvězda Atlantiku (udělena dvakrát, Velká Británie)[5]
- Evropská hvězda leteckých osádek (Velká Británie)
- Africká hvězda (Velká Británie)
- Hvězda za Francii a Německo (Velká Británie)
- Medaile Za obranu (Velká Británie)
- Válečná medaile 1939–1945 (Velká Británie)

## Jan Roman Irving ve filmu
- V 60. letech o Janu Irvingovi natočil režisér Tomáš Škrdlant medailónek do vojenského filmového periodika „Magazín ČAF č. 3/1968“.[16]
- Zpráva o dvou osudech (1997) – dokument Vlastimila Venclíka o dvou československých vojácích ze západní fronty. Jedním z nich byl Jan Irving a druhým Jan Horal. Pojednává o osudech dvou vojáků, z nichž jeden zůstal v rodné zemi a druhý emigroval.[17][18]